# Temporada de tifones del Pacífico de 1940
La temporada de tifones del Pacífico de 1940 marcó una interrupción en los registros meteorológicos tanto en Filipinas como en Hong Kong debido al comienzo de la Segunda Guerra Mundial. Se informaron 43 ciclones tropicales, incluidos 27 que alcanzaron el estado de tifón. La primera tormenta se observó en febrero y el primer tifón se formó dos meses después, en el cual mató a tres personas a lo largo de Mindanao. Varias tormentas se formaron en junio y julio, incluidos informes de un tifón en los periódicos que mató a 52 personas en Corea del Sur, y otro tifón informado en los periódicos que mató a una persona en Sámar después de caer fuertes lluvias. El tifón más fuerte de la temporada se originó en julio y alcanzó una presión mínima de 927 mbar (27,4 inHg), según informó un barco al noreste de Filipinas.
El 18 de agosto, un tifón se movió cerca o sobre el noreste de Luzón y mató a nueve personas. A principios de septiembre, un tifón pasó por las Islas Ogasawara al sur de Japón y luego se desplazó cerca de Kyūshū; Las fuertes lluvias provocaron el colapso de un embalse en la prefectura de Ōita, matando a 50 personas. El 18 de septiembre, un tifón provocó la colisión de un tranvía en Tokio debido a la mala visibilidad, matando a 20 personas. Otro tifón azotó el sur de Taiwán el 29 de septiembre y causó 50 muertes. El 19 de octubre, Isla Wake registró vientos con fuerza de tifón por primera vez desde que comenzaron las observaciones cinco años antes. Un fuerte tifón pasó cerca de Guam el 3 de noviembre con vientos de 200 km/h (125 mph), dañando la mayoría de los edificios de la isla y matando a cinco. Tres tormentas afectaron Filipinas en diciembre, la segunda de las cuales fue la más notable; mató a 63 personas y dejó a 75.000 sin hogar en Catanduanes. La tercera de las tormentas filipinas se disipó el 24 de diciembre, poniendo fin a la actividad de la temporada. Hubo otro tifón en diciembre que mató a dos personas en un barco al noreste de Guam.

## Sistemas
Los datos de la mayoría de las tormentas se proporcionaron a través del archivo de datos World Wide Consolidated Tropical Cyclone conocido como TD-9636. El documento utilizó varias fuentes para indicar dónde se ubicaron las tormentas y, como resultado, hubo duplicaciones. Durante la temporada, la Oficina Meteorológica de Filipinas emitió boletines mensuales, que luego proporcionaron información sobre las trayectorias de los ciclones tropicales. La agencia utilizó estaciones meteorológicas establecidas por España y Estados Unidos después de que cada país dominara el archipiélago. Los datos meteorológicos cesaron en agosto de 1940, que luego se reconstruyeron en 1945. También en 1940, los registros meteorológicos se interrumpieron en Hong Kong, que luego se restauraron en 1947, debido a la Segunda Guerra Mundial.

### febrero y abril
El 1 de febrero, se formó un ciclón tropical sobre el oeste de Mindanao en Filipinas. Se movió hacia el noroeste a través de la isla de Palawan y se notó por última vez el 1 de febrero. Los mapas meteorológicos históricos muestran solo una circulación cerca de 9°N 121°E. Este era un sistema débil, probablemente una depresión, pero puede haber sido una tormenta tropical débil.
Dos meses después, el 9 de abril se desarrolló una depresión tropical al este de Yap en las Islas Carolinas occidentales. Se movió hacia el oeste-noroeste, pasando al sur de la isla sin ganar mucha intensidad. Más tarde, la depresión pasó por alto Palaos hacia el norte y se disipó el 13 de abril a unos 400 km (250 millas) al oeste-noroeste de la isla.
El 23 de abril, se observó un ciclón tropical al este de Palau, moviéndose hacia el oeste-suroeste. Curvó al sur de la isla antes de girar hacia el oeste-noroeste. Mientras la tormenta se acercaba a Mindanao, un barco informó una presión mínima de 985 mbar (29,09 inHg) y una fuerza de 12 en la escala de Beaufort, lo que indica que el sistema era un tifón. Temprano el 26 de abril, el tifón tocó tierra justo al sur de Hinatúan en el este de Mindanao, donde se informó una presión de 980 mbar (29 inHg). A lo largo de la costa, la tormenta produjo fuertes vientos y fuertes lluvias, y mató a tres personas tras volcar una embarcación. Más tarde, la tormenta cruzó la isla de Negros y cerca de Cebú, donde se reportaron vientos de 70 km/h (43 mph). Más tarde, la tormenta ingresó al Mar de la China Meridional, y se disipó cerca de Palawan el 28 de abril.

### junio y julio

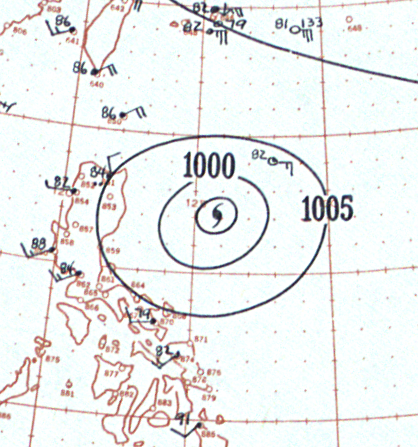
Mapa meteorológico del intenso tifón del 26 de julio al noreste de Filipinas

Un área de baja presión preexistente se organizó en un ciclón tropical el 9 de junio cerca del estado de Chuuk. Se movió hacia el noroeste como depresión tropical, influenciando los vientos alisios en Yap. El 13 de junio, la tormenta ejecutó un pequeño giro hacia el suroeste y luego volvió hacia el noroeste. En algún momento se intensificó hasta convertirse en un tifón, produciendo una presión de 999 mbar (29,5 inHg) en las Islas Ryūkyū mientras pasaba hacia el este. El sistema dejó de ser un ciclón tropical el 16 de junio, ya sea por disipación o por convertirse en un ciclón extratropical que continuó hacia el noreste hacia Alaska.
Hacia fines de junio, una depresión tropical se movió a través de Filipinas a través de las Bisayas, observada por primera vez el 26 de junio. Después de moverse hacia el oeste hacia el Mar de China Meridional, la depresión giró hacia el noreste y llegó al Estrecho de Luzón. Más tarde, la depresión recurrió hacia el oeste, disipándose sobre China el 3 de julio.
El 29 de junio, se desarrolló un ciclón tropical al sureste de Palau. Se movió hacia el noroeste, permaneciendo al este de Palaos y Filipinas. Más tarde clasificado como tifón, el sistema giró hacia el oeste y azotó Taiwán, entonces conocida como Formosa, el 7 de julio. Atravesó la isla, cruzó el Estrecho de Taiwán y se disipó sobre China el 9 de julio.
Otra depresión tropical se formó el 4 de julio cerca de Chuuk. Se movió generalmente hacia el oeste-noroeste, aunque se curvó hacia el suroeste el 6 de julio. Al día siguiente, el sistema pasó a unos 480 km (300 millas) al sur de Guam, momento en el que alcanzó el estado de tifón. Reanudó su movimiento hacia el noroeste, permaneciendo al este de Filipinas. El 11 de julio, un barco cercano informó una presión de 959 mbar (28,3 inHg) y vientos de Fuerza 12 en la escala de Beaufort. Dos días después, el tifón pasó a unos 95 km (60 millas) al oeste de Naha, Okinawa, en el Mar de la China Oriental, después de girar más hacia el norte. El 14 de julio, el tifón giró hacia el noreste en el Mar de Japón, moviéndose entre Japón y Corea del Sur. Más tarde cruzó Hokkaidō, disipándose el 17 de julio en el Mar de Ojotsk.
El 8 de julio, la Australian Associated Press informó que había un tifón a unos 195 km (120 millas) al este de Sámar. La tormenta dejó fuertes lluvias durante un período de una semana, la mayor cantidad desde 1919 en un área, lo que provocó la inundación del río y una muerte. El 12 de julio, los periódicos locales también informaron sobre un tifón que azotó Seúl, Corea del Sur, matando a 52 personas y dejando a miles sin hogar. Sin embargo, ninguna de las dos tormentas se mencionó en el resumen de Monthly Weather Review para el mes.
Un ciclón tropical de corta duración apareció el 11 de julio en el Mar de China Meridional, pero se disipó al día siguiente. Otro sistema de corta duración se desarrolló el 13 de julio cerca de Yap y se disipó al día siguiente. Unos días después, el 18 de julio, se formó un ciclón tropical al oeste de Guam; el sistema se movió hacia el oeste y ya no se observó el 23 de julio.
El 12 de julio se formó una depresión tropical al este-sureste de Guam. Se movió hacia el oeste, pasando por las Islas Marianas el 14 de julio. Alrededor del 18 de julio, la tormenta giró hacia el norte, pasando por el este de Taiwán. Tres días después, la tormenta se acercó a la isla japonesa de Ishigaki 100 km (60 millas) al oeste, donde una presión de 985,3 mbar (29,10 inHg) confirmó que el sistema alcanzó el estado de tifón. El 23 de julio, el tifón giró hacia el noreste y atravesó la península de Corea. La tormenta giró hacia el este, luego atravesó el norte de Honshu el 24 de julio y se disipó dos días después.
Otra depresión tropical se formó al este de Guam el 21 de julio. Avanzó hacia el oeste, pasó cerca de la isla el 23 de julio y luego se desplazó más hacia el oeste-noroeste. El 26 de julio, un barco informó una baja presión de 927 mbar (27,4 inHg), lo que indica que el sistema era un tifón. Más tarde, el sistema pasó entre Filipinas y Taiwán al entrar en el Mar de China Meridional, pero ninguna zona de tierra reportó vientos fuertes, lo que sugiere que el tifón era muy pequeño o se había debilitado desde su punto máximo. El 29 de julio, el tifón tocó tierra entre Hong Kong y Shantou, en el sureste de China, y se disipó rápidamente.
El 24 de julio, apareció una depresión tropical al este de Guam y poco después pasó cerca de la isla mientras avanzaba hacia el noroeste. El sistema finalmente pasó entre Okinawa y Taiwán, alcanzando una posición de 100 km (60 millas) al suroeste de Naha, Okinawa el 30 de julio; una estación en la isla informó una presión de 990 mbar (29 inHg), lo que sugiere que la tormenta alcanzó el estado de tifón. Al día siguiente, ya no se rastreaba la tormenta en el Mar de China Oriental, aunque el resumen de Monthly Weather Review indicó que el tifón continuó hacia el noroeste, alcanzando una presión de 973 mbar (28,7 inHg). La tormenta alcanzó una posición al noreste de Shanghái y se disipó el 4 de agosto después de cruzar la península de Shandong.

### agosto

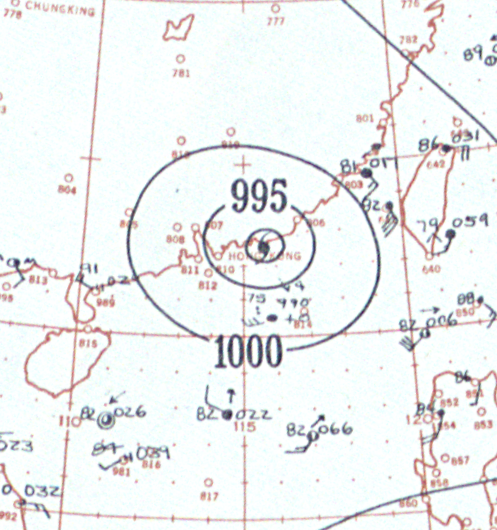
Mapa meteorológico del tifón del 20 de agosto cerca de Hong Kong

La actividad en agosto comenzó cuando se formó una depresión tropical el 1 de agosto al oeste de Guam. Exhibió una trayectoria parabólica, moviéndose hacia el oeste-noroeste antes de girar hacia el sur, y finalmente se disipó el 4 de agosto; nunca se intensificó más allá del estado de depresión tropical. Otra depresión tropical de corta duración se formó el 1 de agosto cerca de Guam, disipándose el 3 de agosto después de haberse desplazado hacia el norte y el oeste.
El 11 de agosto, un ciclón tropical apareció al este de Luzón. Durante los días siguientes, se movió a través de Filipinas, pasando cerca de la isla de Mindoro el 13 de agosto. El sistema se movió a través del Mar de la China Meridional, intensificándose hasta convertirse en un tifón a medida que se acercaba a Vietnam. Aunque paralelo a la costa, el sistema se disipó sobre el Golfo de Tonkín el 17 de agosto.
Una depresión tropical se formó el 13 de agosto al suroeste de Guam. Se fortaleció gradualmente mientras avanzaba hacia el oeste-noroeste, convirtiéndose en tifón el 16 de agosto. Dos días después, la tormenta pasó cerca o sobre el noreste de Luzón y se trasladó al Mar de la China Meridional. Después de acercarse a Hong Kong, el tifón giró hacia el oeste-suroeste, paralelo a la costa sur de China. Aunque la trayectoria de la tormenta terminó el 22 de agosto, el resumen de Monthly Weather Review indicó que el tifón cruzó Hainan. Luego, la tormenta atravesó el golfo de Tonkin y se disipó el 25 de agosto sobre Vietnam. En Luzón, las estaciones informaron una presión mínima de 975 mbar (28,8 inHg) en Palanán, Isabela. La tormenta produjo inundaciones generalizadas en Luzón, que dañó cultivos y cortó las comunicaciones, y mató a nueve personas. En Ilocos Norte, el tifón provocó un naufragio, aunque los pasajeros y la tripulación fueron rescatados. Más tarde, el tifón trajo ráfagas de 134 km/h (83 mph) a Hong Kong.
Una depresión tropical de corta duración se formó al este de Guam el 14 de agosto y se disipó un día después. El siguiente sistema tropical se desarrolló a unos 565 km (350 millas) al norte de Yap el 19 de agosto. Se movió generalmente hacia el noroeste, interrumpió un breve giro hacia el noreste antes de reanudar su trayectoria. Rápidamente se intensificó hasta convertirse en un tifón, y Naha, Okinawa, informó una presión de 987 mbar (29,1 inHg) el 23 de agosto. Después de pasar cerca de la isla, el tifón giró bruscamente hacia el noreste. Se movió a lo largo de la costa sur de Japón antes de tocar tierra al oeste de Tokio el 26 de agosto. Poco después, la tormenta llegó a aguas abiertas y luego pasó sobre el este de Hokkaido, disipándose el 28 de agosto.
El 21 de agosto se formó una depresión tropical cerca de Yap. Después de moverse erráticamente hacia el sur y el noroeste, el sistema se disipó el 25 de agosto hacia el este de Filipinas. Hubo otra depresión de corta duración el 28 de agosto al este de Guam, disipándose un día después.
Otra depresión tropical se formó el 24 de agosto al este-sureste de Guam. Después de pasar por el sur de la isla, el sistema mantuvo una trayectoria constante de oeste a noroeste y rápidamente se intensificó hasta convertirse en un tifón. El 29 de agosto, la tormenta pasó al este de las islas Batanes que se encuentran entre Taiwán y Luzón; una estación allí registró una presión de 987 mbar (29,1 inHg). Un día después, el tifón tocó tierra en el norte de Taiwán y, después de cruzar la isla, llegó a tierra en el sureste de China, cerca de Fuzhou, con una presión de 979 mbar (28,9 inHg). La tormenta se mantuvo clara sobre la tierra, girando hacia el noreste y pasando al oeste de Shanghái. El 3 de septiembre, el sistema se disipó frente a la costa sur de Corea del Sur.
La última tormenta que se formó en agosto se desarrolló el 30 de agosto al noroeste de Guam. Se movió brevemente hacia el norte-noreste antes de mantener una trayectoria constante hacia el noroeste. El sistema alcanzó el estado de tifón y luego se disipó el 4 de septiembre cerca de Okinawa.

### septiembre

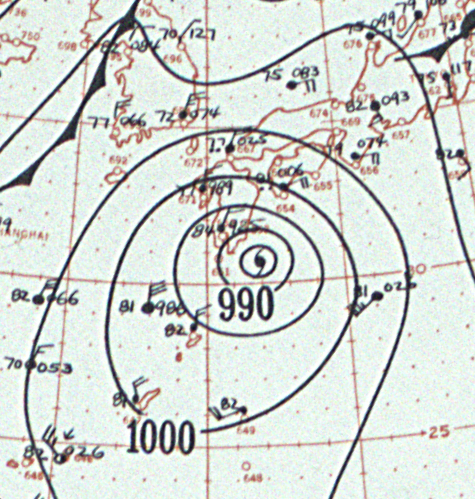
Mapa meteorológico para el tifón del 10 de septiembre cerca de Japón

El 2 de septiembre, se desarrolló una depresión tropical al este de Guam. El sistema se movió hacia el noroeste, permaneciendo al este y al norte de las Islas Marianas. Alrededor del 6 de septiembre, el sistema pasó por las islas Bonin al sur de Japón, donde una estación registró una presión de 964 mbar (28,5 inHg); esto indicó que la tormenta alcanzó el estado de tifón. La tormenta giró hacia el oeste, influenciada por un área de alta presión sobre Japón. Es posible que la tormenta haya dado un giro, o atravesado hacia el norte, antes de reanudar su trayectoria hacia el oeste el 9 de septiembre. Más tarde, el tifón pasó sobre el sur de Kyushu y luego giró abruptamente hacia el noreste y el este. El 12 de septiembre, el sistema se disipó en el centro de Honshu. Mientras se desplazaba por las islas Bonin, el tifón destruyó escuelas, oficinas gubernamentales y centrales eléctricas. Varias personas murieron y 500 quedaron sin hogar. Más tarde, la tormenta interrumpió la navegación en Kyushu y sus alrededores, dañando el puerto de Nagasaki. En la prefectura de Ōita, las lluvias del tifón provocaron el colapso de un embalse en Kyushu, matando a 50 personas.
También el 2 de septiembre se formó una depresión tropical entre Guam y Luzón. Se movió hacia el noroeste, luego giró hacia el noreste, intensificándose hasta convertirse en un tifón; esto se basó en una lectura de presión de 993 mbar (29,3 inHg) de un barco cercano. El 6 de septiembre, el sistema se disipó.
Una depresión tropical de corta duración se formó el 3 de septiembre en el Mar de China Meridional y se disipó al día siguiente mientras se desplazaba hacia el este. Hubo otra depresión tropical de corta duración que se desarrolló el 4 de septiembre cerca de las Islas Marianas, pero se disipó en un día. Otra depresión tropical se formó el 4 de septiembre al oeste de las Islas Marianas, que se movió hacia el sur y luego al noreste, disipándose el 6 de septiembre. El 10 de septiembre, se formó una depresión tropical al noreste de Luzón, que duró solo dos días mientras se mueve en una pista circular.
El 9 de septiembre se formó una depresión tropical cerca de Chuuk. Dos días después, el sistema pasó al sur de Guam manteniendo una trayectoria general hacia el oeste, aunque luego giró hacia el norte-noroeste. El 13 de septiembre, el sistema alcanzó el estado de tifón. Tres días después, la trayectoria de la tormenta se desplazó hacia el norte-noreste, acercándola a Hachijōjima el 18 de septiembre, que registró una presión de 983 mbar (29,0 inHg). Ese día, se acercó al sureste de Honshu pero permaneció en alta mar. Después de acelerar hacia el noreste, el sistema ya no se observó el 20 de septiembre al sureste de la península de Kamchatka. Mientras pasaba por el este de Japón, el tifón provocó un tranvíacolisión debido a la mala visibilidad, matando a 20 personas.
El 22 de septiembre, se observó por primera vez un tifón bien desarrollado al este-sureste de Guam. La tormenta se movió hacia el oeste y luego hacia el oeste-noroeste, sin pasar por la isla hacia el sur. El 29 de septiembre, el sistema ingresó al canal de Balintang entre Taiwán y Luzón, donde una estación registró una presión de 965 mbar (28,5 inHg) en Basco, Batanes . Ese día, el tifón pasó sobre o muy cerca del sur de Taiwán mientras continuaba hacia el noroeste. El 30 de septiembre, tocó tierra a unos 160 km (100 millas) al noreste de Xiamen , debilitándose sobre tierra. La tormenta giró hacia el norte y el noreste, llegando al Mar de China Oriental y disipándose el 2 de octubre. En Taiwán, el tifón mató a 50 personas y destruyó 5.000 casas.
La última tormenta de septiembre se originó al este de Guam el 29 de septiembre. Se movió hacia el oeste, se intensificó hasta convertirse en un tifón y pasó al norte de Guam. Después de variar su trayectoria hacia el norte o el sur, el tifón se disipó el 5 de octubre.

### octubre

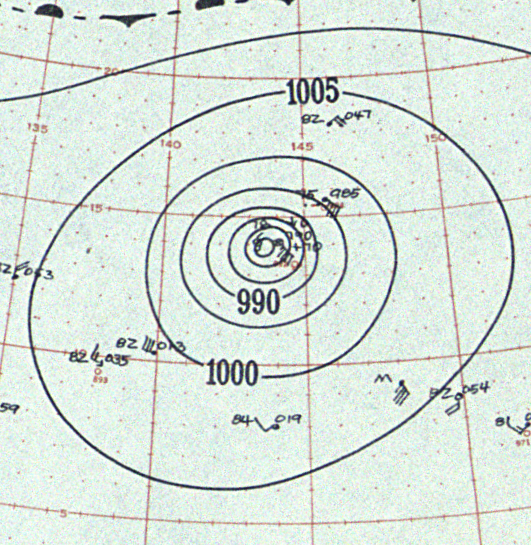
Mapa meteorológico del tifón del 3 de noviembre cerca de Guam

El 8 de octubre se formó una depresión tropical al oeste de Luzón. Su trayectoria se desplazó del noroeste al suroeste y luego de regreso al noroeste. El 12 de octubre, el sistema pasó por las Islas Paracel, donde se registró una presión de 996 mbar (29,4 inHg). La tormenta alcanzó el estado de tifón y desembarcó en Vietnam el 15 de octubre. La base de datos de ciclones tropicales enumeró un ciclón tropical separado que duró del 11 al 15 de octubre en el Mar de China Meridional y que también azotó Vietnam.
Se observó un tifón el 13 de octubre al noreste de Guam, y los barcos cercanos informaron una presión de 985 mbar (29,1 inHg). Después de moverse hacia el noroeste, el sistema giró hacia el noreste y ya no se observó después del 17 de octubre.
El 19 de octubre, un tifón pasó cerca de Wake Island , donde se registró una presión de 968 mbar (28,6 inHg). Los vientos alcanzaron los 220 km/h (140 mph), que fue el primer caso de vientos con fuerza de tifón en la isla desde que comenzaron las observaciones en 1935. Los vientos fueron lo suficientemente fuertes como para cortar las comunicaciones por radio y dañar la base de Pan American World Airways. Las únicas personas en la isla eran dos docenas de trabajadores de Pan American, que sobrevivieron permaneciendo en un refugio contra tormentas que nunca antes había experimentado vientos huracanados. Después de azotar la isla, el tifón giró hacia el noreste y cruzó la línea internacional de cambio de fecha el 21 de octubre.
Una depresión tropical se formó el 29 de octubre cerca de Pohnpei. Inicialmente se movió hacia el noreste, pero el 31 de octubre comenzó a moverse hacia el oeste. El 3 de noviembre, el sistema pasó justo al sur de Guam como un tifón, donde se registró una presión de 956 mbar (28,2 inHg). Los vientos alcanzaron más de 200 km/h (125 mph), y hubo una ligera disminución durante el paso de la pared del ojo. El tifón giró hacia el noroeste y pasó cerca de las islas Bonin. El 8 de noviembre, el tifón aceleró hacia el noreste, cruzando la línea internacional de cambio de fecha el 10 de noviembre. Cuando la tormenta golpeó a Guam, dañó casi todos los edificios de la isla. La mayor parte del daño ocurrió después de que pasó el centro de la tormenta y comenzó la embestida de los vientos del este. El Navy Yard en Piti sufrió graves daños. En Sumay, la tormenta dañó Marine Barracks Guam, el hotel Pan American Airways utilizado para los pasajeros del servicio China Clipper, y un hangar. La tormenta también hundió una lancha patrullera de la Marina de los EE. UU. y arrastró a tierra la draga YM-13. Los árboles caídos mataron a dos o tres personas, y cinco personas en total murieron en la isla, las otras probablemente por ahogamiento. Después de la tormenta, el gobernador naval George McMillin buscó la ayuda de la Cruz Roja Americana para ayudar a los residentes en la reconstrucción. Fue considerado uno de los peores tifones registrados en Guam.

### noviembre y diciembre
El 22 de noviembre, se desarrolló una depresión tropical cerca de Chuuk y se desplazó hacia el oeste. Cruzó Palaos el 24 de noviembre y luego giró más hacia el noroeste. El sistema fue paralelo a la costa este de Mindanao, desplazándose brevemente a tierra el 26 de noviembre. Giró hacia el noreste y se disipó el 29 de noviembre.
La primera de una serie de tormentas que se formaron en diciembre se observó por primera vez el 2 de diciembre al este de Samar. La tormenta se movió hacia el oeste a través de la isla y el centro de Filipinas, con una estación en Samar informando una presión mínima de 979 mbar (28,9 inHg). Esto indicó que el sistema alcanzó el estado de tifón. Mientras se movía hacia el oeste, atravesó Panay y luego a través de Palawan antes de ingresar al Mar de China Meridional. En la isla de Panay, Cápiz registró vientos con fuerza de tifón, ya lo largo de las Visayas, la tormenta dañó carreteras y puentes, pero no causó muertes. El sistema se disipó el 6 de diciembre.
El 3 de diciembre, se formó una depresión tropical a unos 485 km (300 millas) al este de Yap. Siguiendo hacia el oeste, se intensificó hasta convertirse en un tifón el 5 de diciembre mientras se acercaba a Filipinas. El sistema giró hacia el noroeste, se desplazó sobre el este de Samar y cruzó la isla de Catanduanes con una presión registrada de 992 mbar (29,3 inHg). Posteriormente, hay información contradictoria sobre el camino; la tormenta continuó hacia el noroeste, disipándose sobre el noreste de Luzón el 8 de diciembre, o giró hacia el suroeste. Capalonga, en el este de Luzón, informó una presión de 989 mbar (29,2 inHg) el 8 de diciembre y, más tarde, una estación en Marinduque informó una presión de 987 mbar (29,1 inHg). El Informe Meteorológico Mensual rastreó la tormenta sobre Filipinas hasta el Mar de China Meridional, informando su disipación el 13 de diciembre al este de Vietnam. En su camino a través de las Filipinas, el tifón trajo fuertes lluvias y fuertes vientos, que derribaron árboles y líneas eléctricas. En Catanduanes, la tormenta dejó cerca de 75.000 personas sin hogar, y mató a 60. En Labo, Camarines Norte, diez personas murieron cuando un árbol cayó sobre una casa. Otras tres personas se ahogaron entre Isla Polillo y Camarines Norte.
Se observó un ciclón tropical el 8 de diciembre al sureste de Guam. Se movió hacia el noroeste y pasó unos 160 km (100 millas) al norte de la isla el 10 de diciembre, donde se registró una presión de 999 mbar (29,5 inHg). El tifón giró hacia el oeste y luego hacia el suroeste. Alrededor del 14 de diciembre, el sistema se estancó al este de Filipinas y luego se desplazó hacia el este. El 19 de diciembre, el sistema se debilitó, aunque siguió siendo una entidad distinta, ya que recurrió hacia el sur y el oeste. El 24 de diciembre, la tormenta se disipó después de azotar Mindanao.
La tormenta final de la temporada se observó el 18 de diciembre al noreste de Guam. Afectó a un barco cercano el 20 de diciembre, provocando la muerte de dos miembros de la tripulación al día siguiente. El tifón avanzó hacia el noreste y cruzó la línea internacional de cambio de fecha el 21 de diciembre.